# بيتر بوركي
بيتر بوركي (بالإنجليزية: Peter Bourke)‏ هو منافس ألعاب قوى أسترالي، ولد في 23 أبريل 1958.

## وصلات خارجية
- بيتر بوركي على موقع الاتحاد الدولي لألعاب القوى (الإنجليزية)
- بيتر بوركي على موقع النتائج التاريخية لألعاب القوى الأسترالية (الإنجليزية)
- بيتر بوركي على موقع اتحاد ألعاب الكومنولث (مؤرشف) (الإنجليزية)